# 정남진 (조선)
정남진(鄭南晉)은 조선 태조 때의 관리이다.

## 개요
정남진은 조선 태조 3년(1394)에는 왕명에 따라 삼척(三陟)에 있던 고려 공양왕(恭讓王)과 두 아들을 살해했다. 정남진은 삼척에서 공양군에게 이성계의 명령을 전했다. 조선왕조실록에 내용은 다음과 같다.
“신민이 추대해 내가 임금이 되었으니 실로 하늘의 운수다. 그대를 관동(關東)에 가 있게 하고 나머지 일가들도 각기 편리한 곳에 가서 생업을 유지하게 했는데, 지금 동래현 영(令) 김가행과 염장관 박중질 등이 반역을 도모하려고 그대와 친속(親屬)의 운명을 맹인 이흥무에게 점쳤다가 발각돼 복죄(伏罪)됐다. 그대는 비록 몰랐지만 일이 이 지경에 이르러 대간과 법관이 연명으로 글을 올려 청하기를 열두 번이나 하고 여러 날 동안 강력히 주장했으며 각급 신하들이 또 글을 올려 주장하니, 내 어쩔 수 없이 그 청을 따르지 않을 수 없다. 그대는 이 사실을 잘 알라.”
정남진은 명나라에 가서 물화를 교역하고 호송진무(護送鎭撫)와 싸운 일로 간관(諫官) 장지화(張至和)에게 탄핵을 받았으나, 원종공신(原從功臣)이며, 또 사명(使命)을 받들고 기일 안에 갔다가 돌아왔으므로 조선 태조는 죄를 용서했다. 태종 8년(1408)에는 민무구(閔無咎)와 내통하여 탄핵받았으나, 조선 개국의 공을 참작하여 태종은 용서했다.